# Amarguinha

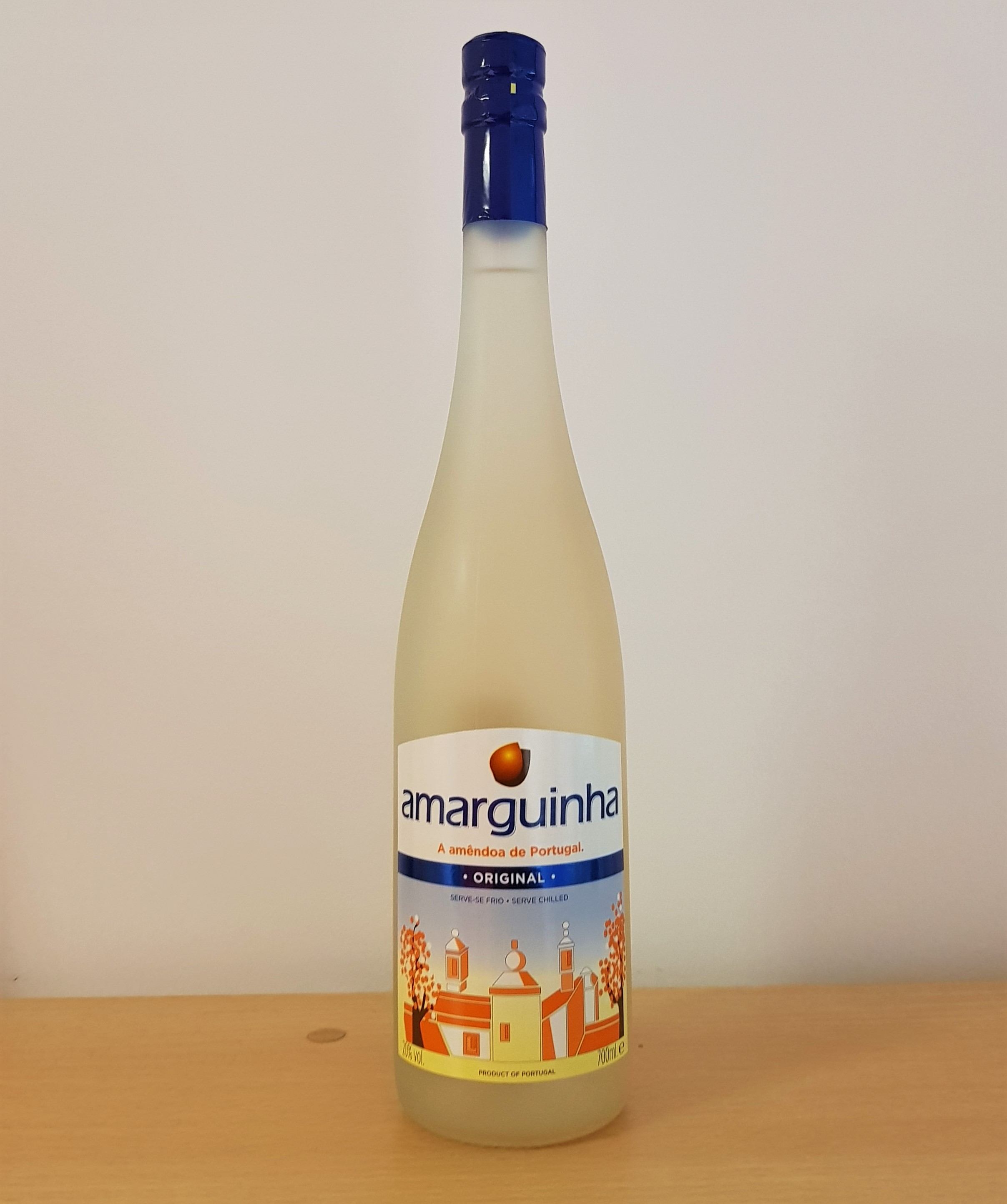
Garrafa de Amarguinha Original

A Amarguinha é uma marca tradicional e referência entre os licores de amêndoa amarga portugueses. Com o sobrenome “A amêndoa de Portugal”, é proposta em duas versões: Original e Limão, esta última lançada em 2012. A Amarguinha Original apresenta uma cor amarela pálida, enquanto na Limão predomina um amarelo semelhante ao tom do fruto. A Original e a Limão tem ambas 20% de teor alcoólico e são propostas em garrafas de 700 ml.

## Origem
A Amarguinha é uma bebida tradicional do Algarve, em Portugal, obtida a partir de uma antiga receita de licor de amêndoa amarga. A lista de ingredientes inclui água, açúcar, álcool, aromas e corante de caramelo. A Amarguinha apresenta uma frescura que permanece num final persistente, no qual as sugestões amendoadas se equilibram com as notas doces. Atualmente, a Amarguinha é produzida pela Destilatum - Destilaria Portuguesa e distribuída pela Companhia Espirituosa.

## Consumo
Pode ser consumida como aperitivo, digestivo ou cocktail. Normalmente, bebe-se gelada ou com uma pedra de gelo, podendo ser ainda acompanhada por gotas de limão ou uma rodela deste fruto.